# 光明念佛身語聖宗
光明念佛身語聖宗（こうみょうねんぶつしんごしょうしゅう）は、を包括宗教法人であり、日本における真言系仏教宗派のひとつで、古義真言宗に属する。総本山は本福寺。
- 開祖木原覚恵。
- 宗祖　木原覚法。
- 三代目管長倪下木原覚英
- 四代目現管長倪下木原常覚
- 現副管長木原千覚

総本山は佐賀県基山町の本福寺。教圏は西日本を主に広域に及び、信徒数は122,044人。
西日本最大級の五重塔（1994年建造）。
西日本最大級の本堂。
西日本最大級の木造不動明王像。

## 創始者
- 木原覚恵（きはらかくえ）

光明念佛身語聖宗での尊称：大光明身、開祖木原覚恵上人

## 後継者
- 木原覚法（きはらかくほう、俗名：唯一、管長・宗祖上人）
- 木原覚英（きはらかくえい、俗名：渡、管長・座主）
- 木原常覚（きはらじょうかく、俗名：博志、管長・座主）

## 所在地
- 光明念佛身語聖宗　総本山　本福寺

〒841-0204 佐賀県三養基郡基山町大字宮浦字2120

## 教義・実践
教義は真言密教と浄土教に基づく。身語聖念仏により三世（過去・現在・未来）を善導すると説く。宗祖覚恵上人が説いた『御座聖文』を根本経典とし、基山の民衆的信仰である新後生（内信心）の御座における浄土教の法語を真言密教的に改めている。三輪身でいう自性輪身である大日如来と教令輪身である不動明王を信仰し、弘法大師空海を尊崇する。

## 法流
- 身語聖流

## 沿革
明治43年（1910年）に、木原覚恵が単身で平戸に出稼ぎに向かうも、乗り込んだ漁船が遭難した。この時、金毘羅大権現の霊告を得て仏に身を捧げ任せることを誓って助かったとされる。以降、郷里である基山に戻って修行、滝行などを行う。長男であり後の宗祖となる覚法も、父であり師である覚恵とともに、約1300年前からの霊場である中山一之滝場の霊石で念仏観法を修していた。
のちに仏力加被の霊験を得て、身語聖法を開悟したとされ、滝行と御座（念仏修行）による衆生済度に精進する。大正2年（1913年）に覚恵は高野山で出家得度受戒。基山に一寺を建立することを発願。和歌山県にあった瀧福寺を基山に移し、大正10年に高野山真言宗 瀧光徳寺と改称し開く。この頃より教線が筑豊から九州一円に次第に進展し、警察から干渉され弾圧も受けたという。
昭和2年（1927年）、覚恵は寺号をもって八坂家に入籍した。瀧光徳寺は後に中山身語正宗の大本山となった。
その一方で、覚法は真宗大谷派・明光寺の下寺として昭和5年（1930年）に光明寺を建立した。昭和10年（1935年）には古四国八十八ヵ所霊場を開く。昭和15年（1940年）に光明寺を本福寺と改称、のちに高野山真言宗の別格本山となった。戦後、昭和25（1950年）年に本堂（現・大師堂）を建立。
昭和31年（1956年）には真言宗泉涌寺派の九州総本山となる。昭和42年（1967年）に覚法が逝去、その法燈を覚法の長男・覚英が継承した。昭和50年（1975年）に泉涌寺派を離脱・独立し現在の光明念佛身語聖宗を設立。